# Половинський округ
Полови́нський округ (рос. Половинский округ) — адміністративна одиниця, муніципальний округ Курганської області Російської Федерації.
Адміністративний центр — село Половинне.

## Населення
Населення району становить 10031 особа (2021; 12255 у 2010, 16295 у 2002).

## Історія
Половинський район у складі Курганського округу Уральської області було утворено 1924 року. 1934 року він увійшов до складу Челябінської області, 1943 року — до складу Курганської області. У період 1963-1964 років район був ліквідований. 2004 року район перетворено в Половинський муніципальний район, усі сільради перетворені на сільські поселення зі збереженням старих назв.
20 вересня 2018 року були ліквідовані Менщиковська сільська рада, Новобайдарська сільська рада, Хлуповська сільська рада та Чулошненська сільська рада (території приєднані до складу Половинської сільради). 3 квітня 2019 року була ліквідована Привольненська сільська рада (територія приєднана до складу Сухменської сільради).
29 грудня 2021 року район перетворено на Половинський муніципальний округ, при цьому були ліквідовані всі сільські поселення:
| Поселення                                   | Площа, км² | Населення, осіб (2002) | Населення, осіб (2010) | Населення, осіб (2021) | Населені пункти |
| ------------------------------------------- | ---------- | ---------------------- | ---------------------- | ---------------------- | --- |
| Байдарська сільська рада                    | 153,77     | 621                    | 487                    | 419                    | село Байдари |
| Башкирська сільська рада                    | 84,88      | 859                    | 608                    | 475                    | село Башкирське |
| Булдацька сільська рада                     | 86,64      | 464                    | 254                    | 128                    | село Булдак, присілок Дмитрієвка |
| Васильєвська сільська рада                  | 121,65     | 469                    | 302                    | 229                    | село Васильєвка |
| Воскресенська сільська рада                 | 82,18      | 601                    | 439                    | 369                    | присілок Воскресенське |
| Менщиковська сільська рада (до 2018 року)   | 156,38     | 383                    | 131                    | -                      | село Менщиково, присілок Александровка |
| Новобайдарська сільська рада (до 2018 року) | 218,96     | 900                    | 630                    | -                      | село Нові Байдари, присілки Жилино, Марай |
| Пищальська сільська рада                    | 156,52     | 613                    | 326                    | 168                    | село Пищальне, присілок Романово |
| Половинська сільська рада                   | 1071,98    | 5835                   | 5105                   | 6191                   | село Половинне, присілки Дубровка, Петровка, Філіппово, селище Трубецький; села Менщиково, Нові Байдари, Чулошне, присілки Александровка, Жилино, Марай, Нова Українка, Успенка, Хлупово (з 2018 року) |
| Привольненська сільська рада (до 2019 року) | 158,41     | 525                    | 367                    | -                      | село Привольне, присілок Воздвиженка |
| Сумкинська сільська рада                    | 257,57     | 1826                   | 1530                   | 1289                   | село Сумки, присілки Золоте, Малодубровне, селище Сумки |
| Сухменська сільська рада                    | 348,77     | 774                    | 511                    | 502                    | село Сухмень, присілки Нахімовка, Чернавчик; село Привольне, присілок Воздвиженка (з 2019 року) |
| Хлуповська сільська рада (до 2018 року)     | 107,15     | 898                    | 572                    | -                      | присілок Хлупово |
| Чулошненська сільська рада (до 2018 року)   | 277,67     | 708                    | 543                    | -                      | село Чулошне, присілки Нова Українка, Успенка |
| Яровинська сільська рада                    | 364,10     | 819                    | 450                    | 264                    | села Батирево, Ярове, присілки Гусинне, Казенне |

## Населені пункти
| №  | Населений пункт         | Населення, осіб (2002) | Населення, осіб (2010) |
| -- | ----------------------- | ---------------------- | ---------------------- |
| 1  | Александровка, присілок | 98                     | 23                     |
| 2  | Байдари, село           | 621                    | 487                    |
| 3  | Батирево, село          | 137                    | 48                     |
| 4  | Башкирське, село        | 859                    | 608                    |
| 5  | Булдак, село            | 400                    | 226                    |
| 6  | Васильєвка, село        | 469                    | 302                    |
| 7  | Воздвиженка, присілок   | 143                    | 92                     |
| 8  | Воскресенське, присілок | 601                    | 439                    |
| 9  | Гусинне, присілок       | 135                    | 27                     |
| 10 | Дмитрієвка, присілок    | 64                     | 28                     |
| 11 | Дубровка, присілок      | 136                    | 107                    |
| 12 | Жилино, присілок        | 217                    | 161                    |
| 13 | Золоте, присілок        | 90                     | 51                     |
| 14 | Казенне, присілок       | 132                    | 48                     |
| 15 | Малодубровне, присілок  | 243                    | 147                    |
| 16 | Марай, присілок         | 415                    | 310                    |
| 17 | Менщиково, село         | 285                    | 108                    |
| 18 | Нахімовка, присілок     | 41                     | 20                     |
| 19 | Нова Українка, присілок | 139                    | 68                     |
| 20 | Нові Байдари, село      | 268                    | 159                    |
| 21 | Петровка, присілок      | 158                    | 97                     |
| 22 | Пищальне, село          | 371                    | 218                    |
| 23 | Половинне, село         | 5221                   | 4645                   |
| 24 | Привольне, село         | 382                    | 275                    |
| 25 | Романово, присілок      | 242                    | 108                    |
| 26 | Сумки, село             | 1493                   | 1085                   |
| 27 | Сумки, селище           | -                      | 247                    |
| 28 | Сухмень, село           | 592                    | 380                    |
| 29 | Трубецький, селище      | 45                     | 32                     |
| 30 | Успенка, присілок       | 150                    | 97                     |
| 31 | Філіппово, присілок     | 275                    | 224                    |
| 32 | Хлупово, присілок       | 708                    | 572                    |
| 33 | Чернавчик, присілок     | 141                    | 111                    |
| 34 | Чулошне, село           | 530                    | 378                    |
| 35 | Ярове, село             | 494                    | 327                    |